# 虎益
虎益（1237年—1299年），元朝将领，河西唐兀人。
虎益父亲穆苏和勒善，为夏夏兀纳城钤部官，出降蒙古。跟随李恒 (元朝)|李恒之父李惟忠，官至淄川军民总管。虎益姓其祖名为虎氏，讨伐李璮有功，赐鞍马、弓矢、甲胄。以承事郎、知万户府事，跟随李恒攻克襄阳。在江西击破刘槃、熊飞诸军，定江西七州、福建三州、广东十四州，护送南宋丞相文天祥至京师，擢升为中顺大夫、龙兴路达鲁花赤，历任抚州、袁州、徽州三路。擢升为少中大夫。因病归。在家中去世。